# 김용만 (가수)
김용만(金用萬, 1933년 1월 22일~2024년 9월 27일)은 대한민국의 가수이자 작사‧작곡가, 영화 음악감독, 영화배우이다.

## 생애
1933년 서울시 종로구 종로5가에서 출생했다.
악기점을 하던 친구네 집에 드나들면서 우연한 계기로 작곡가 김화영과 인연이 닿아 6.25 휴전 직후인 1953년 「남원의 애수」로 데뷔했다. 「효녀심청」, 「청산유수」, 「삼등인생」, 「청춘의 꿈」, 「생일 없는 소년」, 「회전의자」, 「잘 있거라 부산항」, 「못난 내 청춘」, 「왈순 아지매」, 「여반장」, 「오늘밤은 차차차」, 「김군 백군」, 「항구의 0번지」, 「무영탑」, 「다정한 내 친구」, 「마도로스 도돔바」 등 숱한 히트곡을 남겼다. 2005년 5월 6일 전북 남원시 남원관광단지 내에 「남원의 애수」 노래비가 세워졌다.
1950년대 후반부터는 만요 가수로 활동하기 시작했다.
1960년대에 들어서는 신민요 가수로 활동할 뿐만 아니라 직접 국악인들과 교류하여 전통민요의 보급에도 힘썼다. 서도소리 이은관, 경기소리 이호연, 전숙희 등과 함께 민요음반을 발매했으며 대금산조 이생강 명인의 대금 독주 앨범을 구성, 기획하기도 했다. 1960년대 말 일본에서 한국 가요와 민요를 대금으로 연주하여 음반 취입을 한 이생강에게 한국에서도 음반작업을 하자고 제의하여 김용만 구성, 이생강 대금 독주로 음반을 취입했다. 당시 수백만장의 음반이 판매되었다. 이러한 음악작업 외에도 민요 「쾌지나 칭칭나네」를 개사해서 부르기도 했다.
작사‧작곡가로도 활발하게 활동하며 많은 작품을 남겼고 현재도 활동을 하고 있다. 「잘 있거라 부산항」, 「못난 내 청춘」, 「왈순 아지매」, 「행운을 드립니다」, 「두 마음」, 「명동 블루스」, 「나비야 청산가자」, 등 100여곡 이상을 작사, 작곡했으며 희극인 서영춘, 영화배우 김희갑, 가수 오기택, 손인호, 황금심, 이미자, 이금희, 김세레나, 이명주, 김용임, 남미랑, 차은희, 박가연, 박지연, 위키리, 나비소녀(나비자매), 강병철과 삼태기 등 많은 가수들이 참여했다.
김용만은 영화계에서도 활동했다. 영화 음악감독으로 「월하의 공동묘지」를 통해 데뷔, 단역배우로도 활동했고 많은 영화 주제가를 불렀다.

## 영화‧드라마 출연작
영화
| 연도 | 제목                       | 비고 |
| ---- | -------------------------- | --- |
| 1958 | 님은 가시고                | 주제가 「을불의 노래」                                                                                                |
| 1966 | 무적자                     | 주제가 「무적자」 |
| 1966 | 회전의자                   | 주제가 「회전의자」                                                                                                   |
| 1966 | 남자는 절개 여자는 뱃장    | 주제가 「남자는 절개 여자는 뱃장」                                                                                    |
| 1966 | 역전 중국집                | 출연, 주제가 「역전 중국집」                                                                                          |
| 1966 | 꿩먹고 알먹고              | 출연, 주제가 「꿩먹고 알먹고, 인간 동물원」                                                                           |
| 1967 | 월하의 공동묘지            | 음악감독 |
| 1967 | 역전 부자                  | 출연, 주제가 「역전 부자」                                                                                            |
| 1968 | 男                         | 음악감독 「사나이, 찾아온 고향」                                                                                      |
| 1968 | 강산에 꽃이 피네           | 음악 「쾌지나 칭칭나네」                                                                                              |
| 1968 | 가요반세기                 | 출연 |
| 1969 | 오부자                     | 음악감독 「애인을 찾는 사냥꾼」, 「고백」, 「부모 마음」, 「내가 좋아하는 여자」, 「나 장가 보내주」, 「즐거운 청춘」 |
| 1969 | 북경열차                   | 음악감독 |
| 1970 | 문화영화 노래잔치          | 출연 「오봉산 타령」                                                                                                  |
| 1970 | 예비군 팔도사나이          | 출연 |
| 1971 | 문화영화 노래는 즐거워     | 출연 「밀양아리랑」                                                                                                   |
| 1972 | 우리의 팔도강산            | 출연 |
| 1973 | 문화영화 노래실은 금수강산 | 출연 「오봉산 타령」                                                                                                  |

라디오 드라마
| 연도      | 제목                | 비고                       |
| --------- | ------------------- | -------------------------- |
| 1963      | KBS 토정비결        | 주제가 「토정비결」        |
| 1964      | MBC 적자인생        | 주제가 「적자인생」        |
| 1964~1965 | KBS 회전의자        | 주제가 「회전의자」        |
| 1966      | MBC 이 세상 멋대로  | 주제가 「이 세상 멋대로」  |
| 196?      | KBS 설마루장사      | 주제가 「설마루장사」      |
| 1970      | KBS 정으로 산다     | 주제가 「정으로 산다」     |
| 1973      | MBC 익살도 좋을시고 | 주제가 「익살도 좋을시고」 |

## 수상 및 경력
- 1966년 가수분과 위원회 위원 임명
- 1966년 한국연예인협회 주최 10대 가수상 수상
- 1978년 중동지역 최초 한국연예인 위문단 위문공연[1]
- 1990년 러시아 사할린 동포 위문공연
- 1991년 카자흐공화국 한인동포 위문공연
- 1992년 베를린 한인회 초청 독일 순회공연
- 2000년 제7회 대한민국 연예예술상 국무총리 표창 수상
- 2001년 제35회 가수의 날 공로상 수상
- 2005년 「남원의 애수」 노래비 설립
- 2009년 한국연예예술인협회 제9회 예술인 스승님 추대
- 대한가수협회 원로가수회 회원
- 한국만담보존회 부회장

## 참고 자료
김명환 (2015년 3월 17일). “[김명환 선생의 전통가요 이야기] 전쟁 상처 보듬은 ‘효녀심청’ 마음 울리던 ‘생일없는 소년’”. 충청투데이.
김명환 (2015년 3월 23일). “[김명환 선생의 전통가요 이야기] '생일 없는 소년'의 아픔을 아시나요?”. 충청투데이.
김명환 (2015년 3월 29일). “[김명환 선생의 전통가요 이야기] 삼등인생과 회전의자”. 충청투데이.